# George Washington Williams

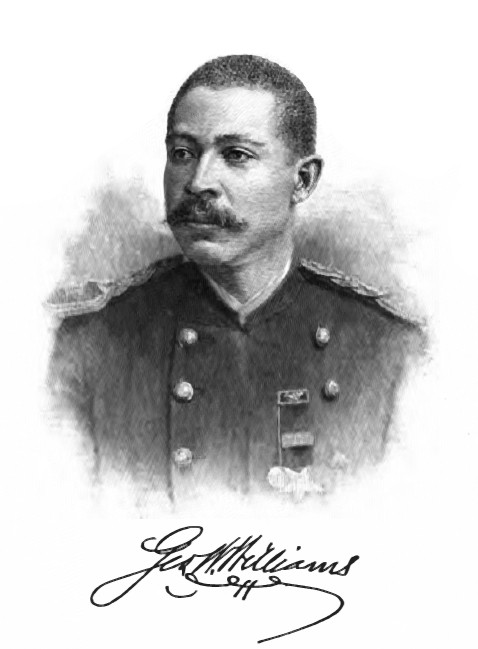
George Washington Williams

George Washington Williams (ur. 16 października 1849, zm. 2 sierpnia 1891) – amerykański żołnierz wojny secesyjnej, minister chrześcijański, polityk, prawnik, dziennikarz, pisarz, obrońca praw człowieka.
Napisał historię afroamerykanów w USA. Napisał słynny list otwarty do króla Belgów Leopolda II potępiający praktyki w jego prywatnej kolonii funkcjonującej wtedy jako Wolne Państwo Kongo.
W filmie Tarzan: Legenda z 2016 w role Williamsa wcielił się Samuel L. Jackson.